# William Kidd
Pour le pirate anglais du XVe siècle, voir William Kyd.
Pour les articles homonymes, voir Kidd, Captain Kidd et Capitaine Kidd.
William Kidd, ou le capitaine Kidd  , est né le 22 janvier 1645 à Greenock (Écosse) et mort pendu le 23 mai 1701 à Londres (Angleterre). 
Le capitaine Kidd était soit un pirate notoire, soit l'homme qui fut le plus diffamé et persécuté par la couronne anglaise[non neutre]. Malgré les légendes, sa carrière fut faite de seulement quelques escarmouches qui l'obligèrent à défendre son honneur.

## Biographie
William Kidd émigre vers le Nouveau Monde et s'installe à New York. Il y épouse Sarah Bradley Cox Oort et a deux filles : Elizabeth et Sarah. Le mariage lui a apporté une propriété considérable et il sera un marchand respectable avant d'être un pirate.
Au cours d'un voyage commercial en Angleterre, on propose à Kidd un contrat de corsaire lui indiquant d'attaquer les pirates et les navires français. Quatre cinquièmes des coûts de l'opération sont couverts par des seigneurs, parmi les hommes les plus puissants du royaume : le comte d'Orford, le baron de Romney, le duc de Shrewsbury et baron Somers. Le reste des coûts est couvert par un de ses proches, le colonel Robert Livingston (en) et par Kidd lui-même, qui vendra son navire l'Antigua.
Le nouveau navire, l’Adventure Galley, est équipé de 40 canons et 70 hommes, ce qui est excellent pour une mission de ce type. Toutefois, Kidd rencontre beaucoup de difficultés et a du mal à couvrir les frais engendrés par la mission. Sous la pression de ses hommes, il commence à attaquer tout navire qui ne bat pas le pavillon anglais. Progressivement, le corsaire se transforme en flibustier.
Le 30 octobre 1697, une querelle éclate entre Kidd et un certain William Moore. Dans la bagarre, Kidd frappe Moore avec un seau en fer et le tue. C'est à ce moment qu'il décide fermement d'entamer sa carrière de pirate.
Le 30 janvier 1698, il capture sans le savoir un navire anglais : le Quedagh Merchant. Kidd s'approche du navire et hisse le pavillon français. En retour, le Quedagh Merchant hisse également le pavillon français, espérant ainsi éviter la bataille, sans succès. C'est seulement en montant à bord que Kidd se rend compte de la supercherie. Il tente alors de convaincre son équipage de laisser repartir le Quedagh Merchant, mais l'équipage refuse.

Le 1er avril 1698, Kidd atteint Madagascar. C'est là que, pour la première fois, Kidd rencontre un autre pirate, Robert Culliford, et son équipage naviguant à bord du Mocha Frigate. Kidd ordonne à ses hommes de capturer le Mocha Frigate. Ceux-ci se mutinent et rejoignent les hommes de Culliford. Seuls treize hommes restent fidèles à Kidd.

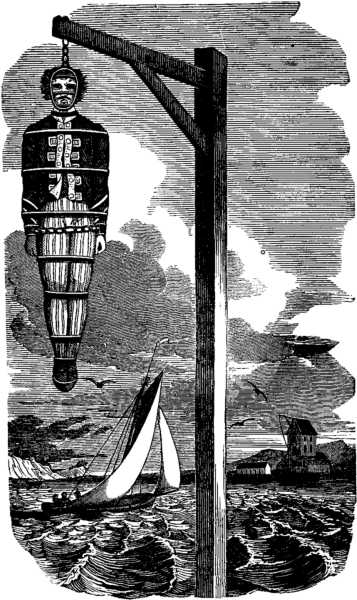
Pendaison du Capitaine Kidd.

Kidd décide alors de retourner vers sa patrie. Il brûle l’Adventure Galley et repart avec le Quedah Merchant alors rebaptisé l'Adventure Prize. Arrivé à New York, il est capturé et emprisonné à Stone Prison. Il est envoyé à Londres afin d'y être jugé pour ses actes de piraterie et le meurtre de William Moore. En attendant son procès, il est gardé emprisonné dans la tristement célèbre prison de Newgate. Ses compagnons témoignent contre lui en échange de remises de peine et attestent l'existence de ses trésors, tandis que sa condamnation permet à ses financiers de se blanchir et à la Couronne de régler un contentieux avec l'Iran. Kidd tente de sauver sa tête en échange de ces trésors mais il ne parvient à prouver qu'il était corsaire, faute de disposer de ses lettres de marque du Roi William III qui vont pourtant ressurgir trois siècles plus tard, en 2016 lors d'une vente aux enchères chez Christie's.
Il sera jugé coupable et pendu le jour même, le 23 mai 1701 devant une foule considérable. ( il aura fallu 2 fois pour le pendre, car la première fois la corde s'est cassé). Son corps est ensuite attaché à un poteau sur la rive de la Tamise, sur Execution Dock à Wapping, enduit ensuite de goudron, encerclé d'anneaux en fer et suspendu au-dessus du fleuve en guise d'avertissement pour les futurs pirates, jusqu'à ce qu'il soit submergé trois fois par la marée. Les soutiens politiques de Kidd furent bien embarrassés de ce jugement[réf. nécessaire].
Dans les semaines et mois qui suivent son arrestation, la chanson "Farewell to the Sea", appelée aussi 'Famous Pirate's Lament" devient très populaire et raconte qu'il aurait confessé ses péchés.

## Postérité et recherche du trésor
La légende continue également de motiver les chasseurs de trésors au Canada autour de l'île Oak en Nouvelle-Écosse, ainsi qu'aux États-Unis dans le comté de Suffolk (Long Island), près de l'île de Gardiner (en), sur la côte est des États-Unis.
La découverte de son trésor au début du XIXe siècle, qui se compose de plus de deux cents barres d'argent et plusieurs sacs de pièces d'or, près de l'île de Gardiner, inspire la nouvelle Le Scarabée d'or au romancier Edgar Allan Poe. La nouvelle liée au Capitaine Kidd a aussi inspiré au dessinateur et scénariste belge Hergé le titre d'une bande dessinée, Le Crabe aux pinces d'or, publiée pour la première fois dans Le Soir-Jeunesse, le 17 octobre 1940, le jour où Le Scarabée d'or est publié dans le même journal, dont la responsabilité venait d'être confiée à Hergé par le nouveau rédacteur en chef du journal, Raymond De Becker.

## Épave de son navire
L'épave de l'Adventure Galley n’a pas été trouvée, contrairement à celle du Quedah Merchant.
Le navire de William Kidd, le Quedagh Merchant (en) , capturé par lui en janvier 1698 à des marchands arméniens est un navire, de 500 tonneaux, construit à Bombay.
Pendant des années, des chasseurs de trésors ont tenté de le localiser. Il a été rapporté le 13 décembre 2007 que « l'épave d'un bateau pirate abandonné par le capitaine Kidd au 17e siècle a été retrouvée par des plongeurs dans des eaux peu profondes au large de la République dominicaine ». Les eaux dans lesquelles le navire a été retrouvé avaient moins de dix pieds de profondeur et n'étaient qu'à 21 mètres au large de l'île de Catalina, juste au sud de La Romana sur la côte dominicaine,. Néanmoins, le navire retrouvé sur la cote de la République dominicaine n'est pas l'Adventure Galley mais bien le Quedagh Merchant.
Charles Beeker, directeur des programmes universitaires de plongée et de sciences sous-marines à l'école de santé, d'éducation physique et de loisirs de l'université de l'Indiana (Bloomington) était l'un des experts à la tête de l'équipe de plongée de l'Université de l'Indiana. Il a déclaré qu'il était « remarquable que l'épave soit restée inconnue toutes ces années compte tenu de son emplacement » et que le navire ait fait l'objet de tant de recherches infructueuses. Le canon du capitaine Kidd , un artefact du naufrage, a été ajouté à une exposition permanente au Musée des enfants d'Indianapolis en 2011.

## Hypothèses sur les cartes de William Kidd et son équipage
Les cartes au trésor du capitaine William Kidd ont été découvertes par Hubert Palmer et son frère Guy Palmer, des antiquaires spécialisés dans ce type de recherche, dans les années 1930. Elles ont été utilisées par Harold Tom Wilkins (en) (1891 – 1960) journaliste anglais spécialiste des recherches de trésor, qui a écrit 4 livres sur le sujet, "Hunting Hidden Treasures" (1929), "Modern Buried Treasure Hunters" (1934), "Pirate treasure" (1934) et "Captain Kidd and his Skeleton Island" (1937). Les cartes évoquent une île dans les mers de Chine du Sud. Wilkins a ensuite reconnu avoir tracé lui-même une carte à partir de celles des Palmer. Elle ressemble à celle de Stevenson dans son roman sur les pirates .
Ces documents sont cependant considérés généralement comme des faux. Le chercheur de trésor Mosellan Albert Fagioli s'en revendique cependant. Après le début de ses premières recherches en 2015, il multiplie les indices sur l’existence des "coffres au dos rond" du capitaine Kidd et de la dizaine de pirates qui lui étaient restés fidèles jusqu’au bout, chacun obtenant en échange un coffre, en se basant sur les tortues dessinées sur ces cartes. Ce chercheur de trésor, qui affirme aussi avoir découvert une grande crypte dans le sous-sol de la cathédrale de Mirepoix, a effectué des recherches sur les cartes attribuées au pirate,, qui dateraient de la fin du XVIIe siècle et rédigé un ouvrage sur le trésor perdu du Captain Kidd.

## Pistes des chercheurs de trésor
La légende de William Kidd est d'autant plus importante que l'on raconte que son trésor est toujours caché quelque part, ses prises de piraterie semblant avoir dépassé la fortune saisie lors de son arrestation. La piste d'une dissimulation sur l'une des îles de la mer de Chine du Sud est aussi évoquée tout comme celle de Madagascar, fréquentée par les pirates au tournant du 18e siècle.

### Piste de Oak Island
Héros de la littérature sous la plume d'Edgar Allan Poe dans Le Scarabée d'or, le capitaine pirate aurait enterré son trésor au Canada autour de l'Île Oak, en Nouvelle-Écosse.
Le mystère de l'île démarre en 1795 quand trois jeunes canadiens, Daniel Mc Ginnis, John Smith et Anthony Vaughan, qui ont connaissance de la rumeur sur le trésor du Capitaine Kidd ont recherché des associés en s'appuyant sur elle. Ils découvrent sur l'île une poulie attachée à un arbre et une dépression dans le sol faisant penser à un trou comblé. Ils décident de creuser et tombent tout d’abord sur une couche de pierres puis, successivement, à trois, six et neuf mètres de profondeur, sur des plates-formes en bois.
La régularité de ces plates-formes trahit une œuvre humaine, éventuellement créé pour dissimuler un trésor. L'un des trois, Anthony Vaughan, aurait transmis à son petit-fils le récit qu'un des membres de la famille des deux autres avait voyagé en Angleterre en 1790 et lié avec amitié avec un vieil homme qui affirmait avoir été membre d'un des équipages de Kidd et qui lui aurait confié que le trésor se trouvait en Nouvelle-Angleterre, le Canada n'existant pas encore, sur une île couverte de chênes. Ce récit a été ensuite répété dans une interview en 1939 par le petit-fils d'Anthony Vaughan, alors âgé de 99 ans. En 1804, Siméon Lynds, qui est un parent éloigné de l'un des trois découvreurs, forme la « Linds Syndicate » et reprend les fouilles abandonnées par les trois adolescents.

### Piste de Gardiners Island
Le capitaine pirate aurait, selon d'autres sources, enterré son trésor  aux États-Unis dans le comté de Suffolk (Long Island), sur l'île de Gardiner. Une partie du trésor a été retrouvée dans cette île rachetée aux Indiens par Gardiner au milieu du XVIIe siècle, sous la forme de sacs d'or et de 200 boîtes d'argent. Kidd s'y est rendu en juin 1699 ainsi qu'à Long Island. Il y a passé 3 jours, en attendant que sa femme le rejoigne, y a enterré dans un ravin la valeur de 30.000 dollars et a acheté le silence de l'épouse du propriétaire par des cadeaux dont une partie se trouve dans la bibliothèque de East Hampton.

### Piste de la Thaïlande
Selon le Mosellan Albert Fagioli, il est possible sur la base des cartes laissées par les pirates, d'identifier un groupe de cinq îles situées dans le golfe de Thaïlande, (Taling, Ko Wang Nok, Ko Mui, Ko Wua Ta Lap, Ko Phi…), dont 4 sont propriétés d’un groupe minier canado-thaï. Il a aussi retrouvé les cartes de son mousse, Jenkins, lui aussi pendu, récupérées au musée de Halifax, au Canada.

### Piste de Madagascar
Un lingot d'argent de 45 kg est trouvé dans la « baie des Pirates » au large de l'île de Sainte-Marie dans les eaux malgaches. Il est sorti devant les caméras en mai 2015 par l’explorateur américain Barry Clifford après quinze ans de recherches et d'expéditions à Madagascar. L'expertise montre cependant qu'il est en plomb, pas en argent, tandis qu'une expertise de l’Unesco révèle l’épave ne serait pas celle du bateau du célèbre pirate, l'Unesco en profitant pour souligner qu'il « ne sert à rien de découvrir le trésor, si c'est pour détruire tout le site archéologique autour » et qu'on « ne peut pas détruire tout un patrimoine juste pour récupérer l'argent ».
Près de 20000 objets avaient été remontés d'un autre navire par le découvreur Barry Clifford la même année que la découverte du navire de Kidd, plus tôt dans l'année en 2007 et déposés dans un musée du Massachusetts parmi lesquels près de 10000 pièces d'argent et des pendentifs en or. C'est d'abord un canon qui avait été découvert dans de la vase.

## Dans la culture

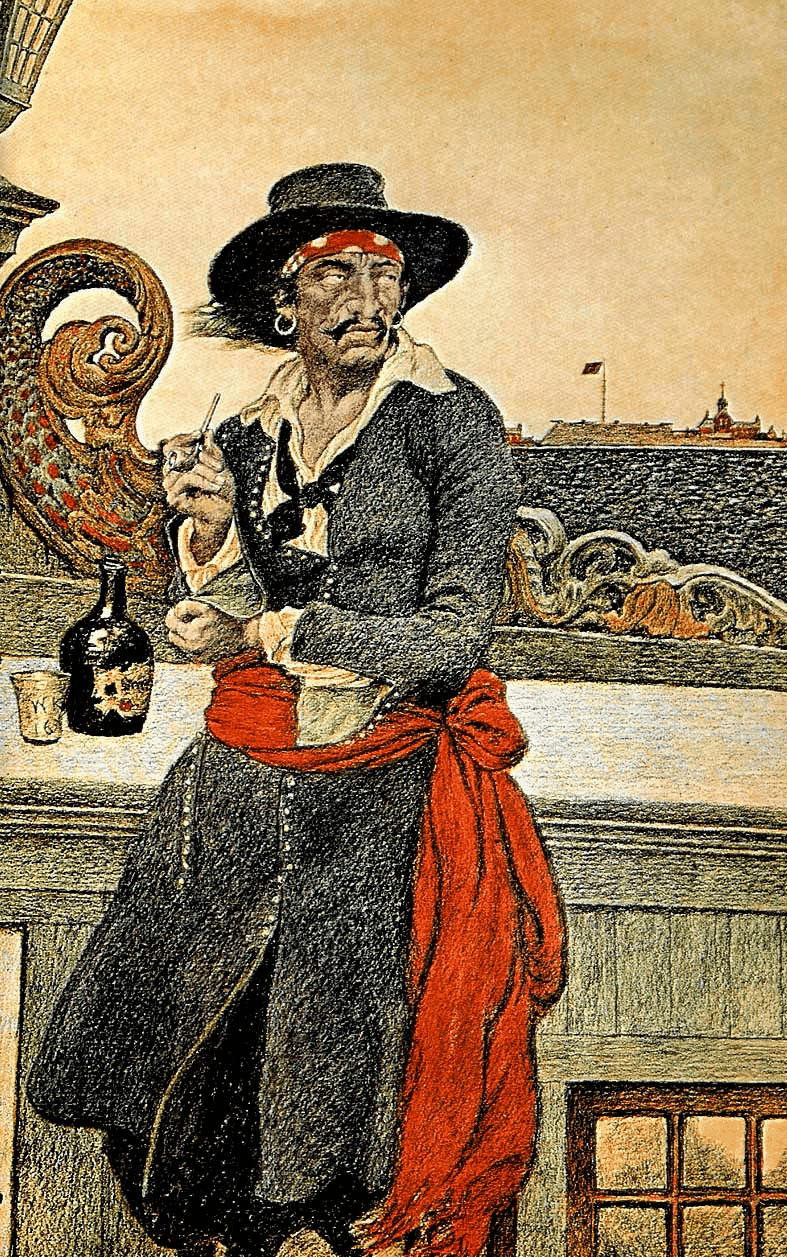
Captain Kid par Howard Pyle (1902).

### Littérature
Cette histoire a marqué la littérature sous la plume d'Edgar Allan Poe dans Le Scarabée d'or. Dans cette nouvelle publiée en 1843, texte le plus largement lu du vivant de l'auteur, Edgar Poe, dont les œuvres ont inspiré celles de l'auteur de Sherlock Holmes, transposa en Caroline du Sud la découverte d'un message donnant des indications sur la cachette du capitaine Kidd. Le héros Legrand parvient à déchiffrer le pictogramme sur la carte en l'approchant du feu. Poe a gagné un concours organisé par un journal, dote de 100 dollars, montant le plus élevé que l'écrivain ait touché pour une nouvelle. Celle-ci popularisa la cryptographie et la réputation de cryptographe de l'écrivain aux yeux de ses contemporains. Elle a été reprise dans de nombreux journaux  et publications et fut traduite en français par Alphonse Borghers (1845), puis par Charles Baudelaire dans le recueil des Histoires extraordinaires paru en 1856.
L'écrivain américain Washington Irving lui a consacré (sous son pseudonyme de Geoffrey Crayon) une nouvelle intitulée Kidd the Pirate (dans le recueil Tales of a Traveller, partie IV The Money Diggers).
Dans un roman nommé Mary Tempête!, il est présenté et édité dans le rôle de la personne qui inspire l'héroïne principale[réf. nécessaire].
Dans le roman « policier » de l auteur Nelson Demille, intitulé « L île des Fléaux », une partie de l histoire est basée sur la recherche du trésor du Capitaine Kidd, dans la région de Long Island.

### Mangas
Dans le manga One Piece, un pirate porte le nom d'Eustass "Captain" Kidd.

### Télévision
Dans le téléfilm Le secret de la montagne, l'histoire est basée sur la vie de pirate du capitaine William Kidd.

### Cinéma
- Le Capitaine Kidd est un film américain réalisé par Rowland V. Lee, avec Charles Laughton et John Carradine, le premier incarnant le capitaine, qui y est diabolisé[1].
- A l'abordage (Against All Flags) est un film américain réalisé par George Sherman et Douglas Sirk, sorti en 1952. La Royal Navy y infiltre les pirates pour retrouver Kidd[1].
- Le Trésor du Capitaine Kidd (Captain Kidd and the Slave Girl) est un film américain réalisé par Lew Landers, sorti en 1954.

### Musique
Le groupe de folk canadien Great Big Sea lui a consacré une chanson intitulée Captain Kidd dans son album The Hard and the Easy.
Le groupe de heavy metal allemand Running Wild  lui a également consacré une chanson intitulée Ballad of William Kidd dans son album The Rivalry.

### Jeu vidéo
Dans le jeu vidéo Assassin's Creed III, le héros Connor Kenway part à la recherche du trésor de Kidd et après une longue épopée, il réussit à trouver ce fabuleux trésor sur une île infestée de prédateurs. Ce trésor n'est autre qu'un Fragment d'Eden créé par la Première Civilisation sous forme d'un anneau servant de champ de protection à son porteur.
Dans le jeu vidéo Assassin’s Creed IV: Black Flag, un pirate porte le nom de James Kidd et est considéré comme la fille de William Kidd.
Dans le jeu vidéo Persona 5, la persona de Ryuji est le capitaine Kidd.

### Zoologie
Une espèce d'insecte coléoptère de la famille des Histeridae, décrite de Madagascar, a été baptisée en son honneur Halacritus kidi par l'entomologiste français Yves Gomy en 1978.